# Friedrich Böck
Friedrich Böck (* 2. Juli 1876 in Leoben; † 4. September 1958 in Linz) war ein österreichischer Chemiker und Hochschullehrer. Er war Rektor der Technischen Hochschule Wien.

## Leben
Friedrich Böck besuchte zunächst das Akademische Gymnasium in Wien, wo er 1894 maturierte. Anschließend studierte er Chemie an der Technischen Hochschule Wien, wo er ab 1899 als Assistent und ab 1907 als Adjunkt tätig war. 1902 promovierte als einer der Ersten zum Dr. techn., nachdem der Hochschule im Jahr davor das Promotionsrecht verliehen wurde.
1905 habilitierte er sich für Organische Chemie, 1915 erfolgte die Erweiterung auf Chemische Technologie organischer Spreng- und Schießmittel. 1919 wurde er zum außerordentlichen Professor an der TH Wien berufen, 1921 zum ordentlichen Professor der Chemischen Technologie organischer Stoffe. In den Studienjahren 1925/26 und 1926/27 stand er als Dekan der Chemisch-technischen Fachschule vor, 1929/30 war er Dekan der Fakultät für Technische Chemie. Im Studienjahr 1936/37 war er gewählter Rektor der Technischen Hochschule Wien. Während seines Rektorates wurden an der Hochschule erstmals Vorlesungen über Luftschutz gehalten. Nach dem „Anschluss“ Österreichs legte er am 19. März 1938 sein Amt als Prorektor nieder. Zu seinen Studenten zählte Friedrich Asinger, gemeinsam mit Max Bamberger entwickelte er ein Gastauchgerät.
Friedrich Böck starb 1958 im Alter von 82 Jahren. Sein Vater Rupert Böck war ebenfalls Rektor der TH Wien.

## Auszeichnungen
- Signum laudis für wichtige chemisch-technologische Arbeiten
- Ritterkreuz des Franz-Joseph-Ordens
- 1951: Johann Joseph Ritter von Prechtl-Medaille

## Publikationen (Auswahl)
- 1903: Einiges aus der Chemie und Technik der Explosionen und Sprengstoffe. In: Schriften des Vereins zur Verbreitung naturwissenschaftlicher Kenntnisse. Wien, 43, S. 191–212.
- 1904: Chemie der Küche. In: Schriften des Vereins zur Verbreitung naturwissenschaftlicher Kenntnisse. Wien, 44, S. 413–448.
- 1905: Neuerungen im Rettungsdienste nach Schlagwetterexplosionen. In: Schriften des Vereins zur Verbreitung naturwissenschaftlicher Kenntnisse. Wien, 45, S. 533–453.
- 1907: Über Selbstentzündung. In: Schriften des Vereins zur Verbreitung naturwissenschaftlicher Kenntnisse. Wien, 47, S. 349–389.
- 1911: Über das Silicium und seine wichtigsten Verbindungen. In: Schriften des Vereins zur Verbreitung naturwissenschaftlicher Kenntnisse. Wien, 51, S. 389–435.
- Untersuchungen über die Perkinsche Zimtsäuresynthese.
- Verfahren zur quantitativen Bestimmung der Halogene.
- Verbesserungen bei der quantitativen Mikrobestimmung von N, und C, H.